# Postumiano (prefeito pretoriano)
Postumiano (em latim: Postumianus) foi um oficial romano do século IV, ativo no reinado dos imperadores Graciano (r. 375–383), Valentiniano II (r. 375–392) e Teodósio I (r. 378–395).

## Vida

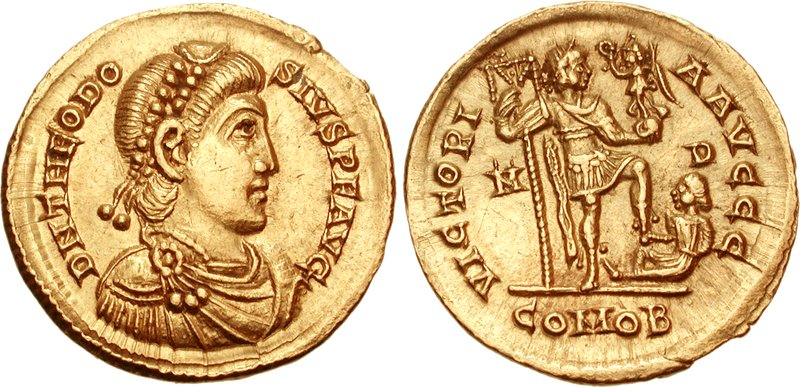
Soldo de r.

Postumiano era nativo de alguma região no Império Romano do Ocidente. Segundo informação contida na epístola 173 de Gregório de Nazianzo, ocupou vários ofícios inespecíficos. A epístola lhe foi enviada em 383, ano que ocupou a posição de prefeito pretoriano do Oriente. A atestação do ofício é feita por várias leis sobreviventes nos códigos legais, mas nenhuma delas indica diretamente que ocupou a prefeitura oriental e tal inferência é feita por outras informações que algumas fornecem. Outrossim, numa delas é estilizado como II PPO e caso a informação esteja correta, pode ter sido antes prefeito pretoriano da Ilíria. Ele ou o advogado homônimo foi nomeado como emissário do senado em 395/396.
Postumiano era um cristão, erudito em grego e latim, e recebeu um pedido de Gregório de Nazianzo para usar usa influência para tentar assegurar a unidade entre os bispos reunidos em sínodo em Constantinopla em 383. Ele talvez era parente de Festo e ele ou seu filho pode ser o senador cristão Postumiano que tinha propriedade na Lucânia ou Brúcio segundo informação na epístola 49.15 de Paulino de Nola (escrita entre 408 e 431).